# کاتالین فوگل
کاتالین فوگل (مجاری: Fogl Katalin؛ زادهٔ ۷ نوامبر ۱۹۸۳) بازیکن فوتبال اهل مجارستان است.
وی همچنین در تیم ملی فوتبال زنان مجارستان بازی کرده‌است.